# NFL 드래프트
내셔널 풋볼 리그 드래프트(National Football League draft)는 미국 프로 풋볼 NFL에서 행해지고 있는 드래프트이다.

## 같이 보기
- 드래프트 (스포츠)